# Hylotelephium telephium
Espèce
Classification APG III (2009)
Hylotelephium telephium est une espèce de plantes vivaces de la famille des Crassulaceae, souvent cultivée comme plante d'ornement dans les jardins de rocaille notamment.
Ses sous-espèces sont généralement nommées « orpin reprise », « grand orpin », « joubarbe des vignes » ou « herbe de la saint-Jean ».

## Synonyme
- Sedum telephium L.

## Méthodes de multiplication
Semis, divisions ou bouturage.

## Distribution
Cette espèce est originaire des régions tempérées d'Europe et d'Asie, de la région du Caucase à la Chine et au Japon.

## Statuts de protection, menaces
L'espèce n'est pas considérée comme étant menacée en France. Elle est classée Espèce de préoccupation mineure (LC) par l'UICN.

## Usages médicinaux et vétérinaires d'autrefois
Selon une étude ethnobotanique de Françoise et Grégoire Nicollier (1984) sur les plantes dans la vie quotidienne d'autrefois à Bagnes (où le patois local désignait la plante par le nom lôûpï), on mettait « les feuilles sur les plaies ; si la plaie est infectée, on y applique un mélange de saindoux et de feuilles de lôûpï écrasées ; si un mouton ou une chèvre se casse une jambe, on fabrique un emplâtre avec du saindoux, des feuilles de lôûpï et de la résine, on bande et on fixe une attelle ».

## État, pressions, menaces
Cette espèce est parfois attaquée par la chenille du papillon Yponomeuta sedella.

## Liste de sous-espèces
Selon NCBI (7 janvier 2018) :

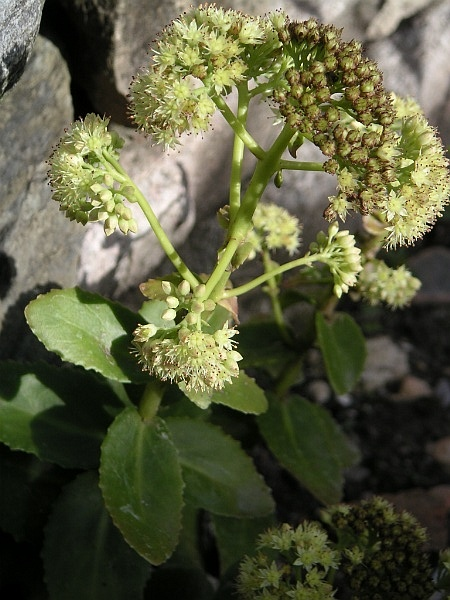
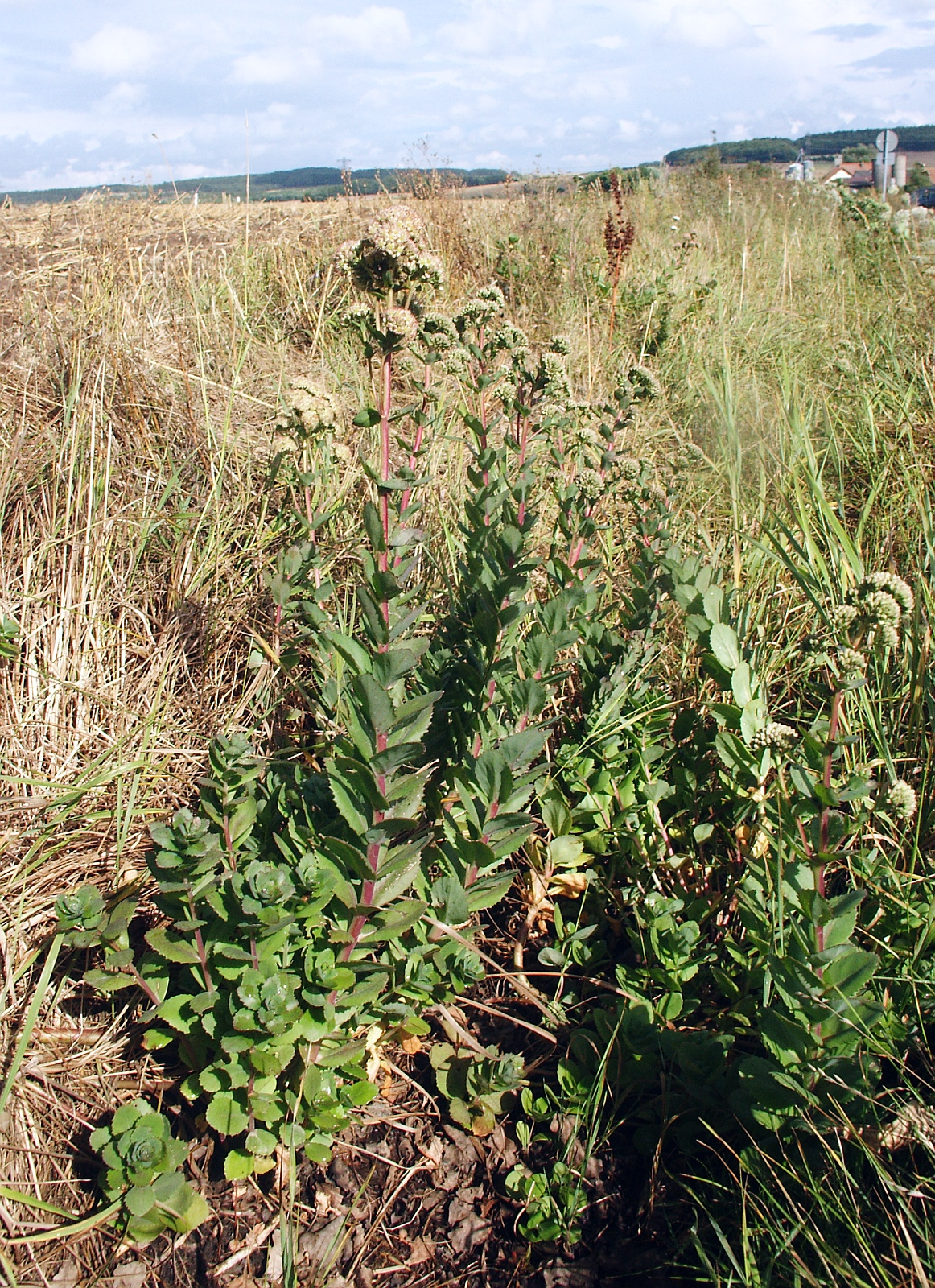
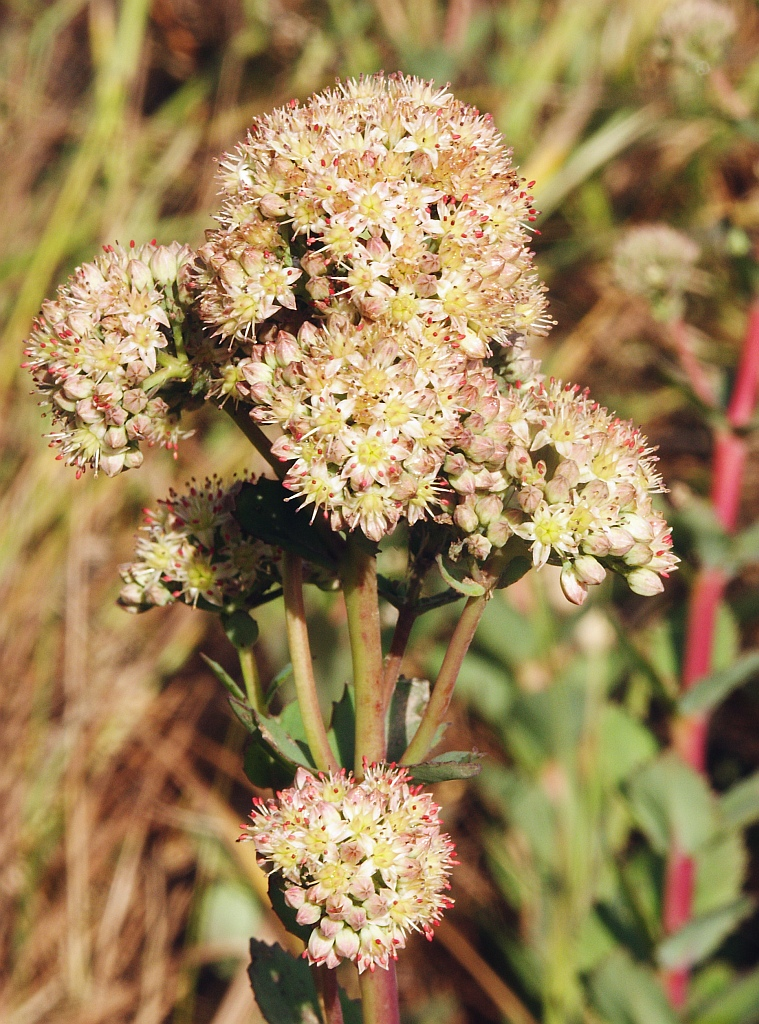

- Hylotelephium telephium subsp. telephium

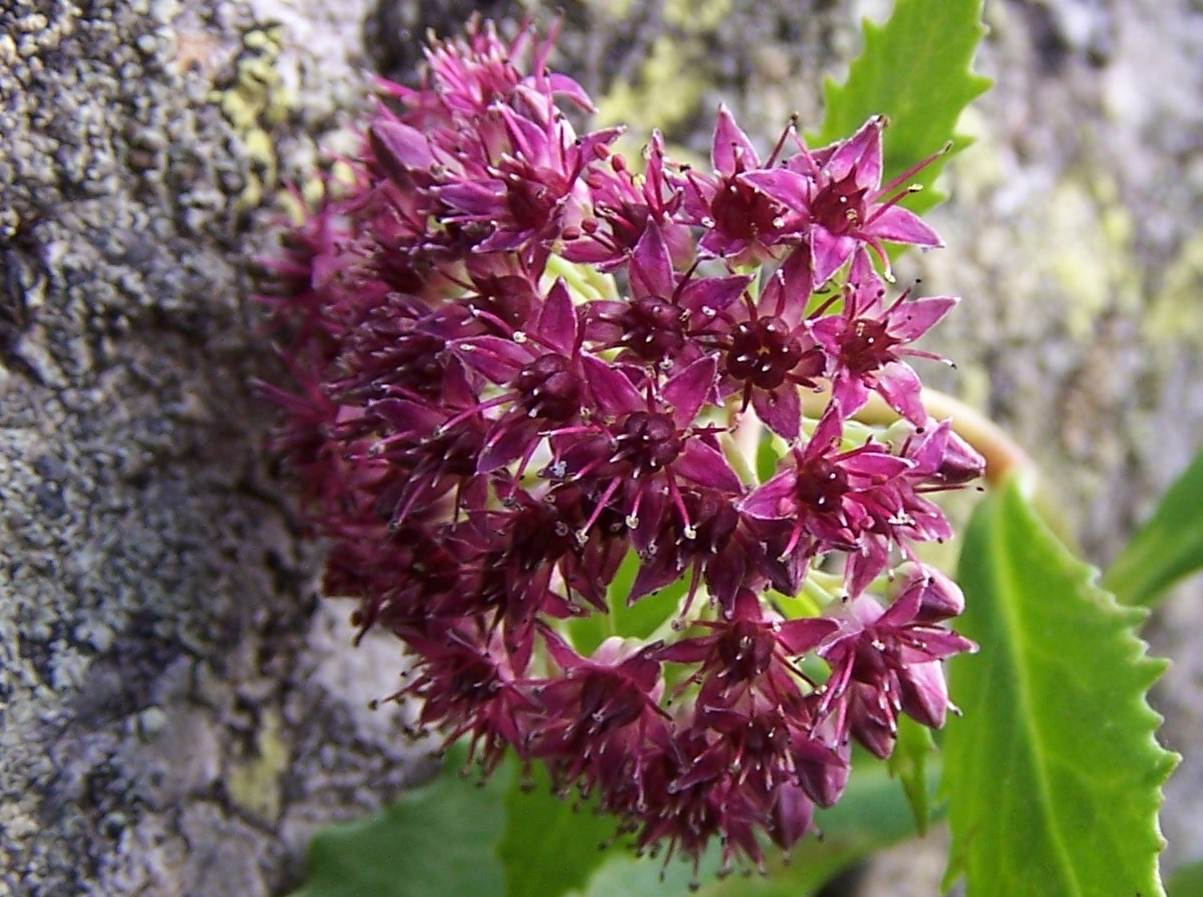
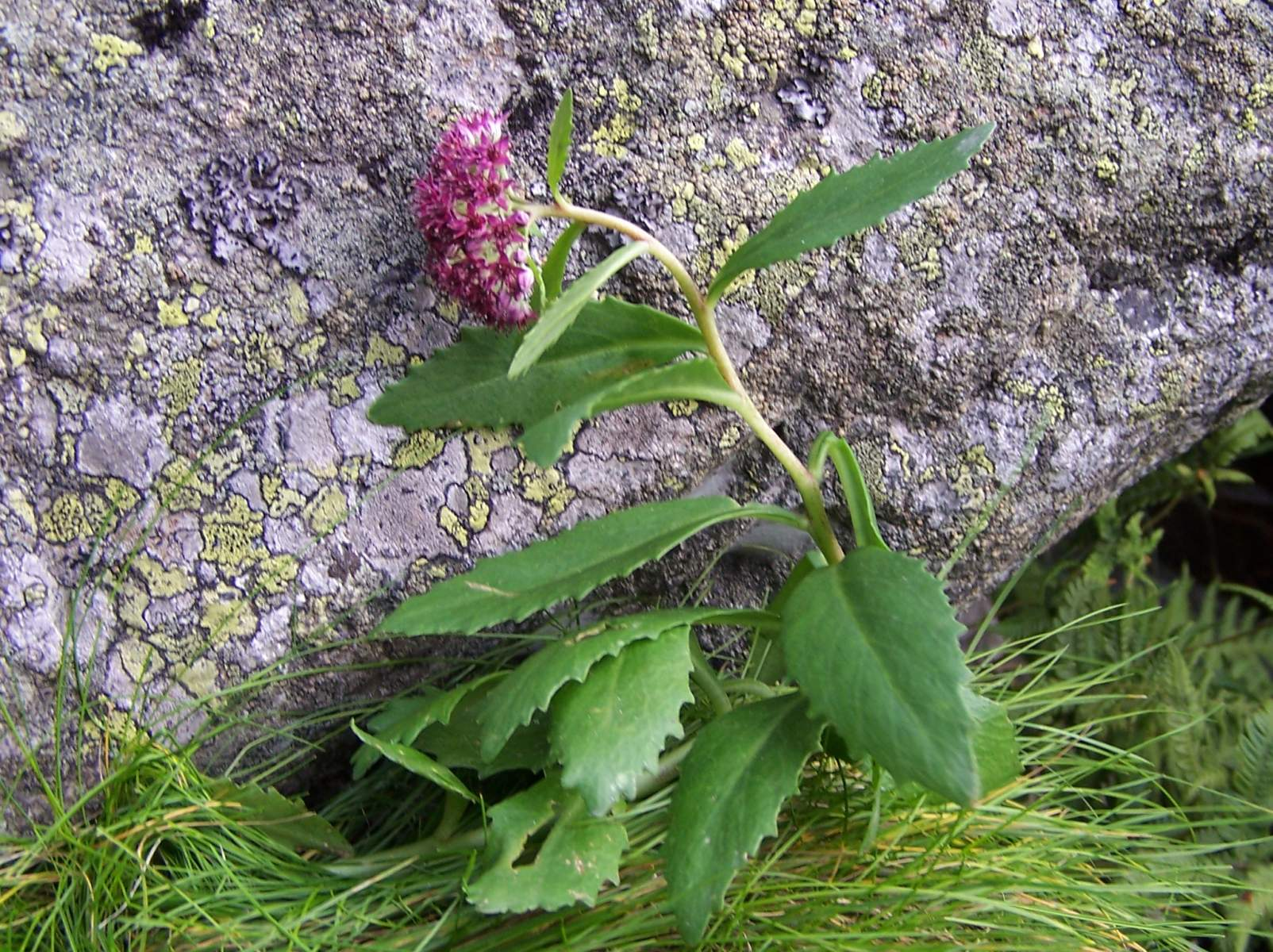
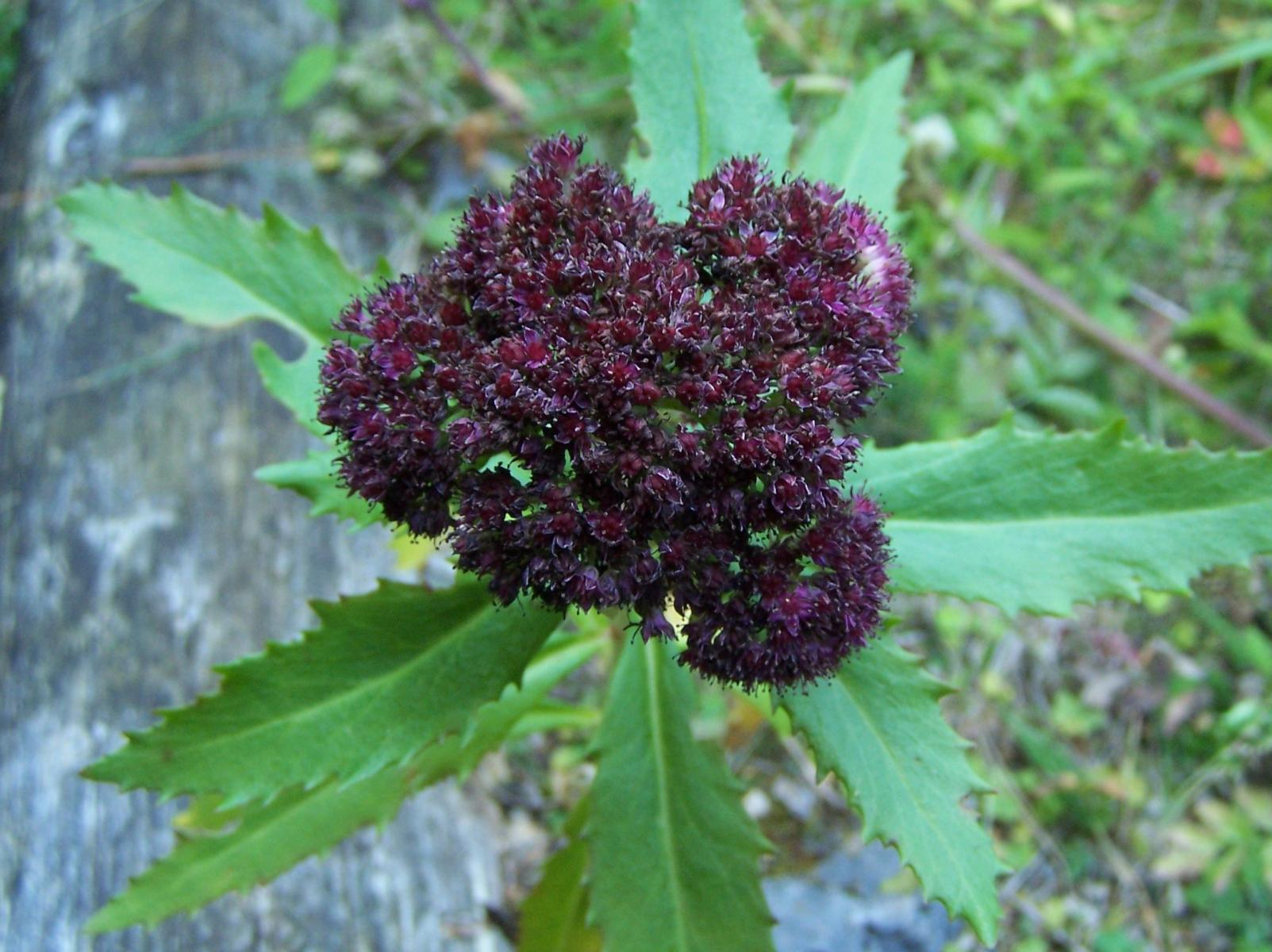

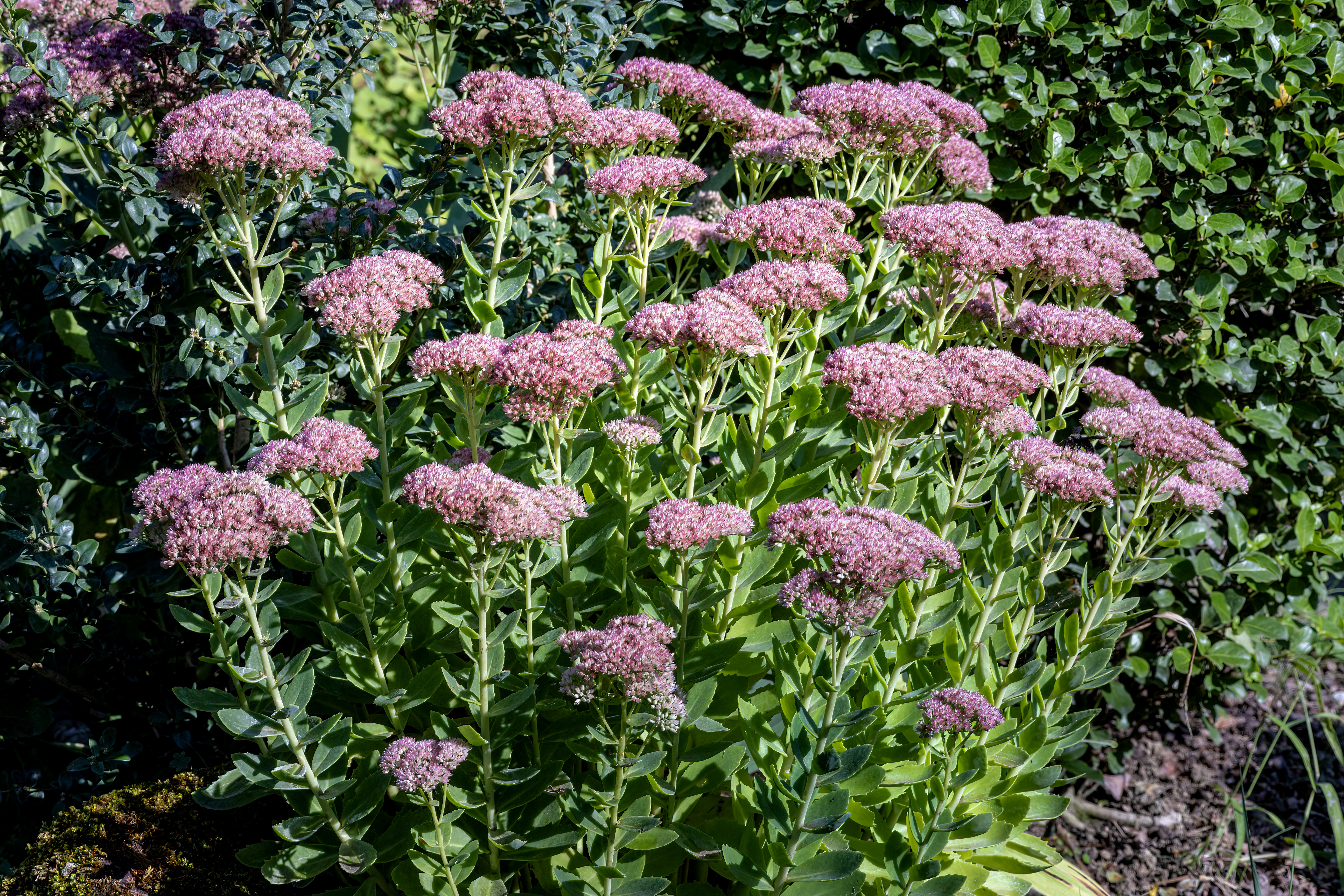
Port de la plante.
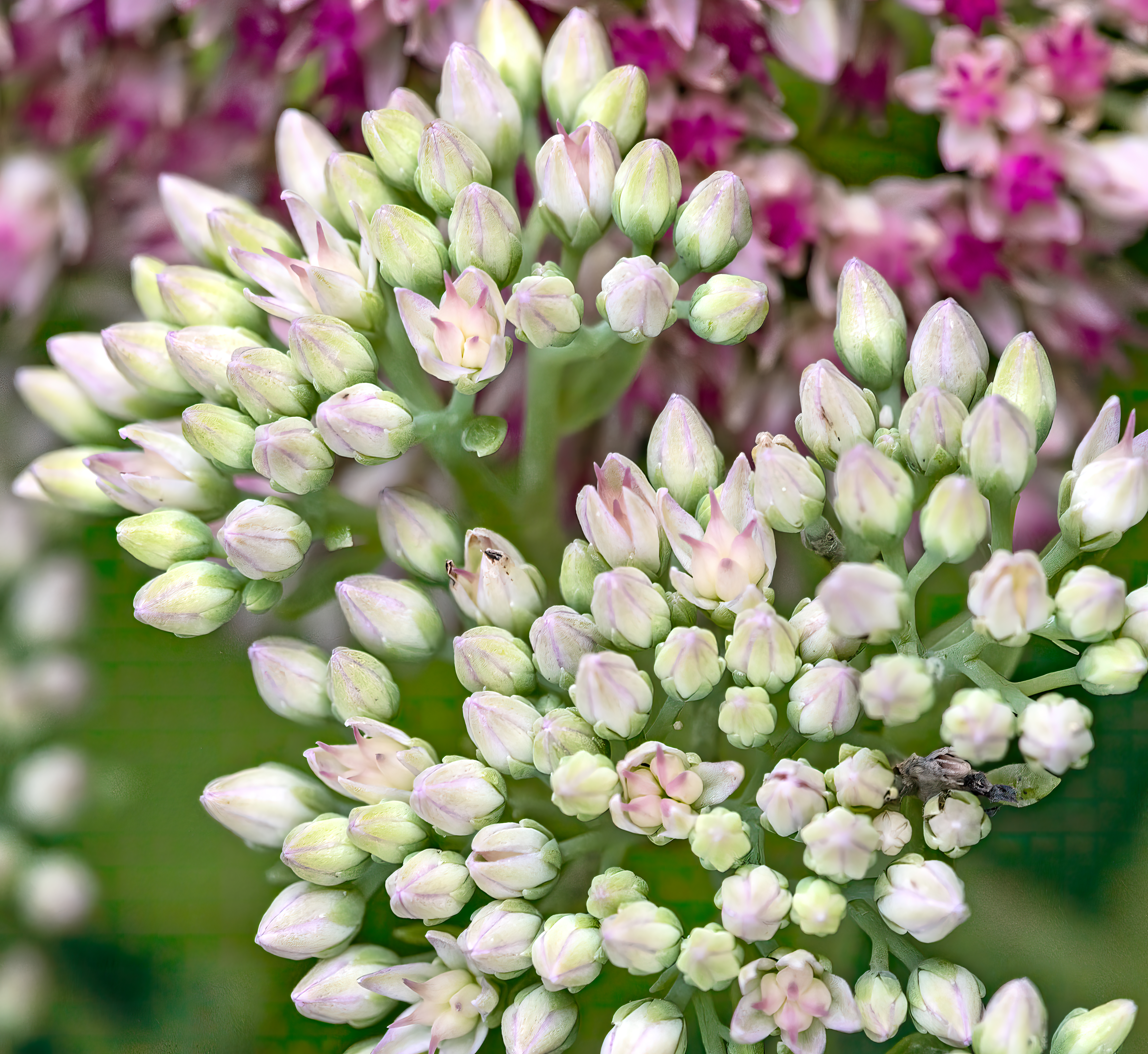
Boutons.
Inflorescence.
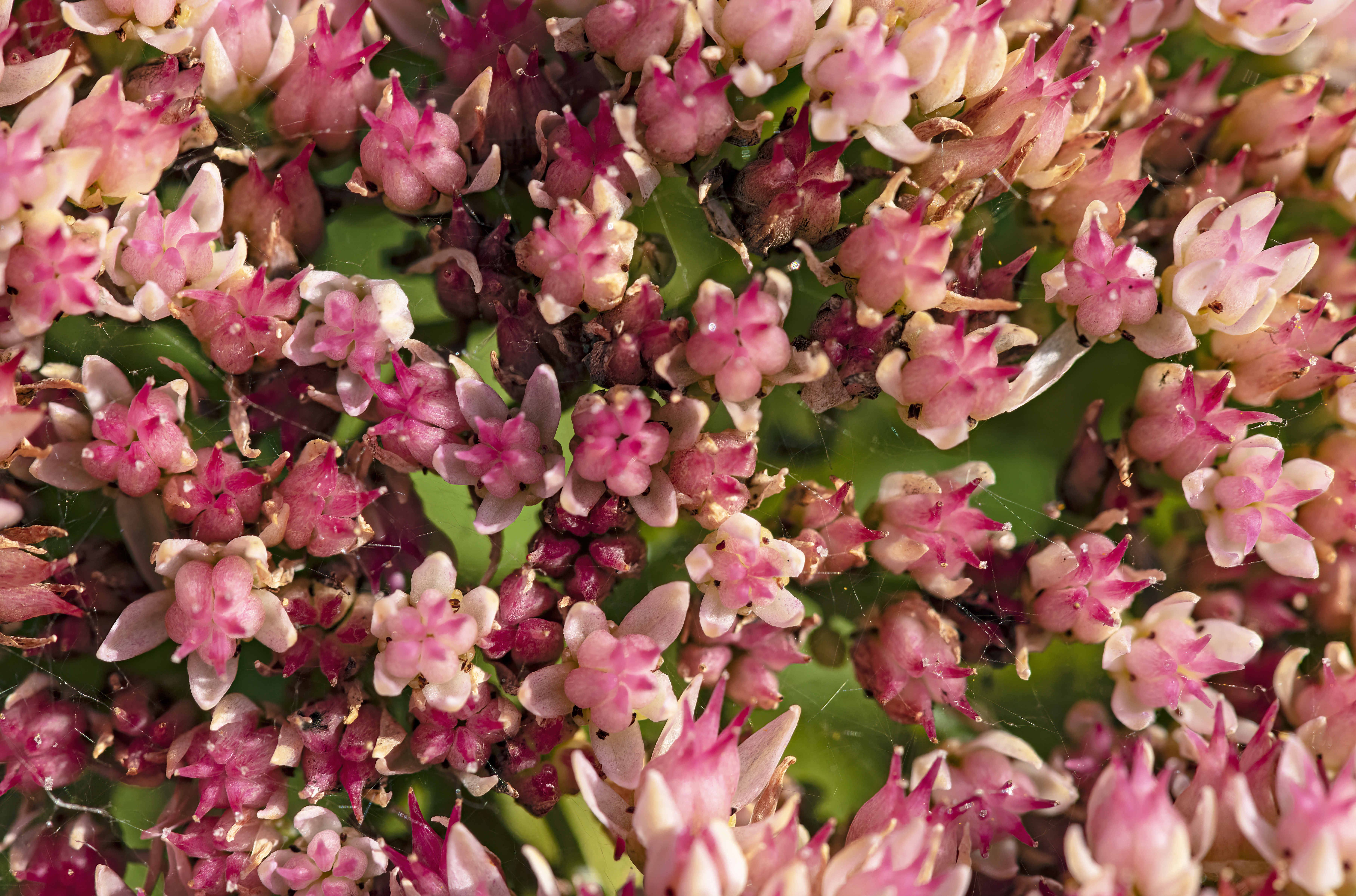
Infrutescence immature.

- Hylotelephium telephium subsp. maximum (Cette sous-espèce a été reclassée récemment en espèce sous le nom de Hylotelephium maximum)

- Hylotelephium telephium subsp. ruprechtii

Selon GRIN :
- Hylotelephium telephium subsp. fabaria